# Piedimulera
Pieve Vergonte là một đô thị ở tỉnh Verbano-Cusio-Ossola trong vùng Piedmont, có cự ly khoảng 110 km về phía đông bắc của Torino và khoảng 20 km về phía tây bắc của Verbania. Tại thời điểm ngày 31 tháng 12 năm 2004, đô thị này có dân số 2.680 người và diện tích là 41,7 km².

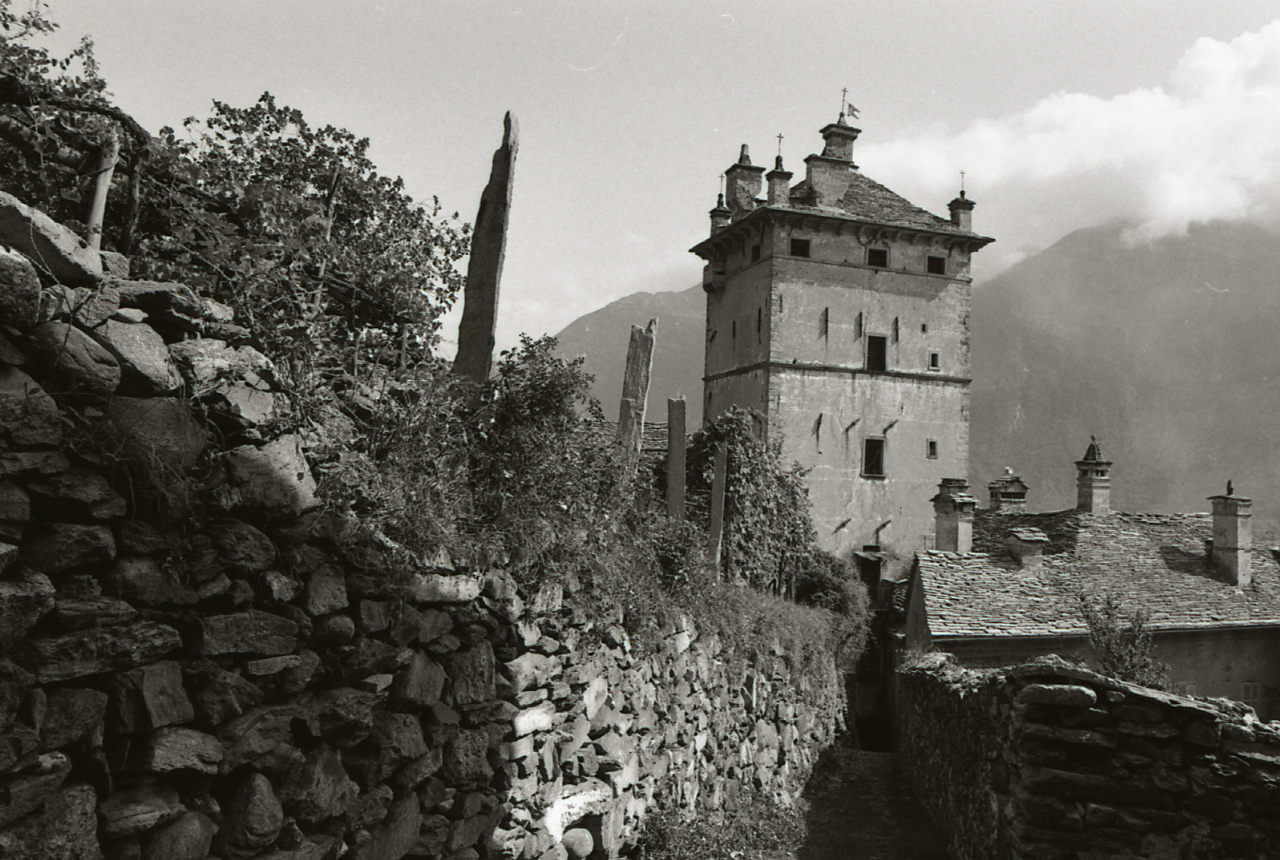
Piedimulera, 1982

Đô thị Pieve Vergonte có các frazioni (đơn vị cấp dưới, chủ yếu là các làng) Fomarco, Loro, Rumianca và Megolo.
Pieve Vergonte giáp các đô thị: Anzola d'Ossola, Piedimulera, Premosello-Chiovenda, Vogogna.